# Securidaca froesii
Securidaca froesii är en jungfrulinsväxtart som beskrevs av John Julius Wurdack. Securidaca froesii ingår i släktet Securidaca och familjen jungfrulinsväxter. Inga underarter finns listade i Catalogue of Life.